# Miss Apure
El Miss Apure, es un concurso de belleza, cuya finalidad es escoger y preparar la representante de este estado del país al Miss Venezuela; además para la participación de sus candidatas a nivel Internacional.
Las candidatas son designadas por la organización Miss Venezuela. No obstante, las candidatas seleccionadas para portar esta banda, representan al estado con mucha dedicación y ahínco, de manera de poder resaltar la hermosura de sus Mises Apureñas, además de resaltar la hermosura de su gente luchadora y persistente.

## Miss Apure en el Miss Venezuela
La siguiente lista muestra todas las candidatas que han sido coronadas como Miss Apure, y por ende, que han participado en el Miss Venezuela. La primera reina de esta región fue Carmen Alicia Moreno, Miss Apure 1957. Hasta el 2024, han sido coronadas 55 mises como Reinas de la entidad.
Color Clave
- Ganador
- Finalistas
- Semi Finalistas

| Año  | Candidata                            | Edad                         | Ciudad de Origen             | Colocación                    | Premios                         |                              |
| ---- | ------------------------------------ | ---------------------------- | ---------------------------- | ----------------------------- | ------------------------------- | ---------------------------- |
| 1957 | Carmen Alicia Moreno                 |                              |                              | No Clasificó                  |                                 |                              |
| 1958 | No Compitió                          | No Compitió                  | No Compitió                  | No Compitió                   | No Compitió                     | No Compitió                  |
| 1959 | No se celebró Miss Venezuela         | No se celebró Miss Venezuela | No se celebró Miss Venezuela | No se celebró Miss Venezuela  | No se celebró Miss Venezuela    | No se celebró Miss Venezuela |
| 1960 | No Compitió                          | No Compitió                  | No Compitió                  | No Compitió                   | No Compitió                     | No Compitió                  |
| 1961 | Zulema Fernández                     |                              |                              | No Clasificó                  |                                 |                              |
| 1962 | No Compitió                          | No Compitió                  | No Compitió                  | No Compitió                   | No Compitió                     | No Compitió                  |
| 1963 | Francia Sandoval Gómez               |                              |                              | No Clasificó                  |                                 |                              |
| 1964 | No Compitió                          | No Compitió                  | No Compitió                  | No Compitió                   | No Compitió                     | No Compitió                  |
| 1965 | Socorro Hurtado Omaña                |                              |                              | No Clasificó                  |                                 |                              |
| 1966 | No Compitió                          | No Compitió                  | No Compitió                  | No Compitió                   | No Compitió                     | No Compitió                  |
| 1967 | Eunice De Lima Molina                |                              |                              | 4º Lugar (3.ª Finalista)      |                                 |                              |
| 1968 | No Compitió                          | No Compitió                  | No Compitió                  | No Compitió                   | No Compitió                     | No Compitió                  |
| 1969 | Zulaima Molina Tamayo                |                              |                              | No Clasificó                  |                                 |                              |
| 1970 | Ingrid Gil Montero                   |                              |                              | No Clasificó                  |                                 |                              |
| 1971 | Yolanda Bramble                      |                              |                              | No Clasificó                  |                                 |                              |
| 1972 | Miriam Bocanegra                     |                              |                              | No Clasificó                  | Miss Simpatía                   |                              |
| 1973 | Maria Nelly Zerpa                    |                              |                              | No Clasificó                  |                                 |                              |
| 1974 | No Compitió                          | No Compitió                  | No Compitió                  | No Compitió                   | No Compitió                     | No Compitió                  |
| 1975 | No Compitió                          | No Compitió                  | No Compitió                  | No Compitió                   | No Compitió                     | No Compitió                  |
| 1976 | No Compitió                          | No Compitió                  | No Compitió                  | No Compitió                   | No Compitió                     | No Compitió                  |
| 1977 | Emilia González                      |                              |                              | No Clasificó                  |                                 |                              |
| 1978 | Carmen Hernández                     |                              |                              | No Clasificó                  | Miss Fotogénica                 |                              |
| 1979 | No Compitió                          | No Compitió                  | No Compitió                  | No Compitió                   | No Compitió                     | No Compitió                  |
| 1980 | No Compitió                          | No Compitió                  | No Compitió                  | No Compitió                   | No Compitió                     | No Compitió                  |
| 1981 | Norys Cristina Silva Correa          |                              |                              | 4º Lugar (3.ª Finalista)      |                                 |                              |
| 1982 | No Compitió                          | No Compitió                  | No Compitió                  | No Compitió                   | No Compitió                     | No Compitió                  |
| 1983 | Carolina del Valle Cerruti Duijm     | 20                           | Caracas                      | 2º Lugar (1.ª Finalista)      | Miss Prensa Nacional            |                              |
| 1984 | Ana Rosa Abad Perdomo                |                              |                              | 8º Lugar (7.ª Finalista)      |                                 |                              |
| 1985 | Ingrid Serrano González              |                              |                              | No Clasificó                  |                                 |                              |
| 1986 | María Luisa Palazón Valverde         |                              |                              | No Clasificó                  |                                 |                              |
| 1987 | Zaida Mujica Ramírez                 |                              |                              | No Clasificó                  |                                 |                              |
| 1988 | Begoña Sánchez-Biezma Fernández      | 22                           |                              | No Clasificó                  |                                 |                              |
| 1989 | Marcela Walerstein Martin            | 20                           | San Fernando de Apure        | No Clasificó                  |                                 |                              |
| 1990 | Julieta Buitrago                     |                              |                              | No Clasificó                  |                                 |                              |
| 1991 | Yurbi Conti Corro                    |                              |                              | No Clasificó                  |                                 |                              |
| 1992 | Michelle Rivers Peñaloza             |                              |                              | No Clasificó                  |                                 |                              |
| 1993 | Minorka Marisela Mercado Carrero     | 21                           | San Fernando de Apure        | Miss Venezuela 1993           |                                 |                              |
| 1994 | Ana María Amorer Guerrero            | 19                           | Caracas                      | 3º Lugar (Miss Internacional) | Miss Elegancia                  |                              |
| 1995 | María Luisa Domínguez Loureiro       | 21                           | Acarigua                     | No Clasificó                  |                                 |                              |
| 1996 | Malena Carolina Bello Bolívar        | 21                           | Calabozo                     | No Clasificó                  |                                 |                              |
| 1997 | Lucía Amalia Pérez Sosa              | 20                           | Caracas                      | No Clasificó                  |                                 |                              |
| 1998 | Nacira Bertolotto Villalón           | 19                           | Caracas                      | No Clasificó                  |                                 |                              |
| 1999 | María Luisa Flores García            | 19                           | Caracas                      | Top 10                        |                                 |                              |
| 2000 | Eva Mónica Anna Ekvall Johnson       | 17                           | Caracas                      | Miss Venezuela 2000           | Miss Internet y Miss Fotogénica |                              |
| 2001 | María Alejandra Carballo Salas       | 20                           | Puerto La Cruz               | No Clasificó                  | Mejor Pasarela                  |                              |
| 2002 | Johanna Alejandra Madureri Perea     | 21                           | Caracas                      | No Clasificó                  |                                 |                              |
| 2003 | Marinelly Auxiliadora Rivas Torres   | 21                           | Mérida                       | No Clasificó                  |                                 |                              |
| 2004 | Joelin Chiquinquirá Paredes Santiago | 21                           | Maracaibo                    | No Clasificó                  |                                 |                              |
| 2005 | Krystle Carolina Kabbabé Poleo       | 22                           | Caracas                      | No Clasificó                  |                                 |                              |
| 2006 | Sofía Graciela Douzoglou Muñoz       | 17                           | Maracay                      | No Clasificó                  |                                 |                              |
| 2007 | Jessica de Abreu Farias              | 17                           | Caracas                      | No Clasificó                  |                                 |                              |
| 2008 | Adahisa Peña Arteaga                 | 25                           | Valencia                     | No Clasificó                  | Miss Amistad                    |                              |
| 2009 | Carolina Charlott Da Silva Gonçalves | 22                           | Maracay                      | No Clasificó                  |                                 |                              |
| 2010 | Ana Tábata Rodríguez Donnarumma      | 18                           | San Fernando de Apure        | No Clasificó                  |                                 |                              |
| 2011 | Jeserly Katherine Gutiérrez Silva    | 25                           | Caracas                      | No Clasificó                  |                                 |                              |
| 2012 | Mariana Carolina Romero Pérez        | 21                           | Caracas                      | No Clasificó                  |                                 |                              |
| 2013 | Rogegsy Del Valle Rivas Sierra       | 23                           | Ciudad Guayana               | No Clasificó                  |                                 |                              |
| 2014 | Skarliz Gabriela Coa Perdomo         | 20                           | Caripito                     | Top 10                        | Mejores Vestidos de Gala        |                              |
| 2015 | Karelys Alejandra Oliveros Mata      | 24                           | Valencia                     | No Clasificó                  | Mejores Vestidos de Gala        |                              |
| 2016 | Fernanda Konacri Zabián Rodríguez    | 19                           | San Fernando de Apure        | No Clasificó                  | Miss Talento                    |                              |
| 2017 | Yanuaria Yasmín Verde Velásquez      | 25                           | Trujillo                     | No Clasificó                  | Miss Personalidad               |                              |
| 2018 | María Fernanda Rodríguez Pacheco     | 23                           | Caracas                      | No Clasificó                  |                                 |                              |
| 2019 | Luz María Ledezma Navarro            | 20                           | Valle de la Pascua           | 3º Lugar (1.ª Finalista)      | Miss Fotogénica                 |                              |
| 2020 | Karla Patricia Sánchez Martínez      | 19                           | Maracaibo                    | No Clasificó                  |                                 |                              |
| 2021 | María Paula Sánchez Páez             | 21                           | San Cristóbal                | No Clasificó                  |                                 |                              |
| 2022 | Luisana Siso Castillo                | 25                           | Caracas                      | No Clasificó                  | Miss Amistad                    |                              |
| 2023 | Raulimar Sthephani Díaz Vargas       | 28                           | San Juan de los Morros       | No Clasificó                  |                                 |                              |
| 2024 | Britney Wiedeman Quijada             | 27                           | Maracay                      | No Clasificó                  |                                 |                              |